# Joppa minor
Joppa minor är en stekelart som först beskrevs av Szepligeti 1900.  Joppa minor ingår i släktet Joppa och familjen brokparasitsteklar. Inga underarter finns listade i Catalogue of Life.